# Клюєв Павло Миколайович
Павло Миколайович Клюєв (нар. 14 січня 1891, село Знаменське Уфимської губернії, тепер Башкортостан, Російська Федерація — розстріляний 11 травня 1938, місто Куйбишев, тепер Самара, Російська Федерація) — радянський партійний діяч, голова Куйбишевської міської ради, член ВЦВК. Член Центральної контрольної комісії ВКП(б) у 1927—1934 роках.

## Біографія
Народився в родині дрібного службовця. Закінчив чотирикласне міське училище. Працював народним учителем.
До 1917 року служив у російській імператорській армії, учасник Першої світової війни. Приєднався до революційного руху. Після Лютневої революції 1917 року обраний головою дивізійного комітету солдатських депутатів.
Член РСДРП(б) з серпня 1917 року.
Після Жовтневого перевороту 1917 року — член корпусного комітету солдатських депутатів.
Повернувшись з фронту, став одним із організаторів радянської влади в місті Белебей Уфимської губернії та повіті. У 1918 році, після окупації Белебея білочеськими військами, перебував на нелегальному становищі. Був заарештований за більшовицьку діяльність, ув'язнений та засуджений до розстрілу. У грудні 1918 року звільнений загоном Червоної гвардії, який захопив Белебей.
У 1918—1919 роках служив у 5-й армії Східного фронту РСЧА проти військ Колчака.
З травня 1919 року — член, потім голова Белебейського повітово-міського революційного комітету.
У 1921—1927 роках — директор Ново-Троїцької полотняної фабрики Башкирської АРСР, заступник голови Ради народного господарства Башкирської АРСР, голова правління «Башкпрому» в місті Уфі.
У 1927—1929 роках — голова Башкирської обласної контрольної комісії ВКП(б) — народний комісар робітничо-селянської інспекції Башкирської АРСР та заступник голови ЦВК Башкирської АРСР.
У 1929—1931 роках — голова Дагестанської обласної контрольної комісії ВКП(б) — народний комісар робітничо-селянської інспекції Дагестанської АРСР.
У 1931 — січні 1934 року — голова Північної крайової контрольної комісії ВКП(б) — начальник Північного крайового управління робітничо-селянської інспекції в місті Архангельську.
У квітні — червні 1934 року — керівник групи партійно-радянського контролю Середньоволзького крайового комітету ВКП(б). У квітні 1934 — січні 1935 року — відповідальний секретар Партійної колегії при уповноваженому Комісії партійного контролю при ЦК ВКП(б) по Середньоволзькому краю в місті Самарі. У січні 1935 — березні 1936 року — відповідальний секретар Партійної колегії при уповноваженому Комісії партійного контролю при ЦК ВКП(б) по Куйбишевському краю.
24 лютого — грудень 1936 року — 1-й заступник голови виконавчого комітету Куйбишевської крайової ради. У грудні 1936 — 7 квітня 1937 року — 1-й заступник голови виконавчого комітету Куйбишевської обласної ради.
7 квітня — жовтень 1937 року — голова Куйбишевської міської ради, голова виконавчого комітету Куйбишевської міської ради робітничих, селянських і червоноармійських депутатів. 30 липня 1937 року призначений членом «трійки» Управління НКВС по Куйбишевській області.
23 жовтня 1937 року заарештований органами НКВС. Засуджений Воєнною колегією Верховного суду СРСР 11 травня 1938 року до страти, розстріляний того ж дня в місті Куйбишеві (Самарі).
22 вересня 1956 року реабілітований, 13 червня 1961 року посмертно поновлений у партії.